# タイム (出版社)
タイム（Time Inc.）は、かつてアメリカ合衆国にあった、ニューヨークに本社を置いていた世界的なマスメディア企業である。その名を冠した『タイム』のほか、『フォーチュン』『ピープル』『ライフ』『エンターテインメント・ウィークリー』『スポーツ・イラストレイテッド』など100以上の雑誌ブランドを所有し、発行していた。また、MyRecipes、Extra Crispy、TheSnug、HelloGiggles、MIMIなど60以上のウェブサイトやデジタル専用タイトルも共同運営していた。
1922年11月28日にヘンリー・ルースとブリトン・ハデンによって設立された。1990年、ワーナー・コミュニケーションズと合併して、メディアコングロマリットであるタイム・ワーナーを設立した。2014年6月9日に再びタイム社として分社化され、ティッカーシンボル"TIME"で株式を公開した。2017年11月には、競合するメディア企業のメレディス・コーポレーションが28億ドルでタイム社を買収すると発表した。買収は2018年1月31日に完了した。

## 歴史

### 創業
1922年、ともに23歳のヘンリー・ルースとブリトン・ハデンは、ニュース雑誌を創刊することを考えて、勤めていた会社を辞めた。同年11月28日、2人はタイム社を設立した。10万ドルの目標のうち86,000ドルを集め、1923年3月3日にアメリカ初の週刊ニュース雑誌として『タイム』の創刊号が発行された。ルースがビジネスマネージャー、ハデンが編集主幹を務めた。ルースとハデンは毎年、社長と書記会計を交代で務めていた。1929年にハデンが急死すると、ルースがハデンのポジションを兼任した。
ルースは1930年2月にビジネス雑誌『フォーチュン』、1936年に写真雑誌『ライフ』、1952年に『ハウス&ホーム』、1954年にスポーツ雑誌『スポーツ・イラストレイテッド』を創刊した。彼はまた、ラジオ番組やニュース映画のシリーズ『マーチ・オブ・ザ・タイム』を制作した。1960年代半ばまでには、タイム社は世界で最大かつ最も権威のある雑誌出版社となっていた（1930年代に『フォーチュン』のスタッフだったドワイト・マクドナルドは、イタリアの独裁者ベニート・ムッソリーニのことを「イル・ドゥーチェ（Il Duce）」と呼ぶのを真似て、ルースのことを「イル・ルーチェ（Il Luce）」と呼んでいた）。共和党政権で国務長官になるという野心を抱いていたルースは、1941年に『ライフ』誌に「アメリカの世紀」と呼ばれる有名な記事を執筆し、20世紀の残りの期間とそれ以降のアメリカの外交政策の役割を定義した。
フランクリン・D・ルーズベルト大統領は、ほとんどの出版社が自分に反対していることを認識していたため、1943年に、全ての出版社とメディアの幹部に対し戦闘地域を訪問することを禁止する命令を出した。ルーズベルトはジョージ・マーシャル将軍にその命令の施行を担わせた。その命令の主なターゲットは、ルーズベルトに長い間反対していたルースであった。歴史家のアラン・ブリンクリーは、もしルースが戦闘地域の訪問を許可されていたら、彼は世界中のアメリカ軍を熱狂的に応援していただろうとして、この動きは「間違っていた」と主張している。しかし、ニューヨークで足止めを食らったルースのフラストレーションと怒りは、あからさまな党派性を以て表現された。ルースは1944年に、編集長のT・S・マシューズの支持を得てウィテカー・チェンバースを外国報の臨時編集長に任命したが、チェンバースは現場の記者との確執を抱えていた。
1963年、アメリカ郵政省がZIPコード（郵便番号）を導入したが、これはタイム社の重役のデビッド・ブランボーがタイム社での雑誌の配送方法について説明したことがきっかけだった。1950年代、ブランボーは郵政省にプレゼンテーションを行い、タイム社がゾーニングシステムを使用して雑誌の配達をスピードアップしていることを説明した。郵政省は1943年にゾーニングを導入していたが、それは全米に一貫して適用されていなかった。当時のタイム社の社内報「FYI」のブランボーの回想によれば、適切にゾーニングされていた都市は40％以下だった。彼は郵政省へ行って、どのようにしてゾーンシステムを機能させているかを見せた。
1964年までタイム社の全ての出版物の編集主幹を務めたルースは、共和党の有力なメンバーとしての地位を維持した。反共主義的な感情を持ち、共産主義との戦いという名目で『タイム』を利用し、右翼の独裁者を支持した。いわゆる「チャイナ・ロビー」の後ろ盾となった人物であり、中国国民党の指導者である蔣介石とその妻である宋美齢による対日戦争を支持するようにアメリカの外交政策や国民感情を舵取りする上で大きな役割を果たした（『タイム』誌の表紙には、1927年から1955年までの間に11回、蔣介石と宋美齢が登場している）。

### 合併
1989年3月4日にタイム社とワーナー・コミュニケーションズ社の合併が発表された。同年の夏、パラマウント・コミュニケーションズ社は、タイム社とワーナー社の間で行われていた株式交換による合併取引を阻止しようと、タイム社に対する122億ドルの敵対的買収を開始した。このため、タイム社はワーナー社への入札額を現金と株式で149億ドルに引き上げた。パラマウント社は、タイム社とワーナー社の合併を阻止するためにデラウェア州裁判所に訴訟を起こした。裁判所は2度にわたりタイム社に有利な判決を下し、パラマウント社はタイム社の買収と訴訟の両方を取り下げ、両社の合併を認めた。合併は1990年1月10日に完了した。合併の影響とそれに伴う金融ショックの波により、新しい企業構造が生まれ、合併後の新会社は「タイム・ワーナー」と呼ばれるようになった。

### 分社化
2013年2月、メレディス・コーポレーションとタイム・ワーナーは、タイム社の買収の可能性について話し合いを行った。タイム・ワーナーはタイム社を会社分割することを選択し、同年3月6日にタイム社を公開会社として会社分割する計画を発表した。タイム・ワーナー社の会長兼CEOであるジェフ・ビュークスは、分社化によりタイム・ワーナーはテレビと映画事業に集中し、タイム社はコアとなる印刷メディア事業に集中することが可能になると述べた。2014年5月、タイム社が同年6月6日に公開会社となることが発表された。2014年6月9日に分社化が完了した。

### メレディスへの売却
2017年2月、メレディス・コーポレーションとエドガー・ブロンフマン・ジュニア率いる投資家グループがタイム社の買収を再検討していると報じられた。2017年4月28日、タイム社の取締役会は同社の売却計画を取り下げ、代わりに成長戦略に注力することとした。
2017年11月26日、メレディス・コーポレーションがタイム社を28億ドルで買収することが発表された。そのうち6億4千万ドルはコーク兄弟（コーク・エクィティ・デベロップメント）が拠出するが、コーク兄弟は取締役会に役員を送らず、いかなる方法でも同社の運営に影響を与えないとした。
2018年1月31日、メレディス社はタイム社の買収を完了した。メレディス社はタイム社の看板と言及を削除し、タイム社のウェブサイトはメレディス社のウェブサイトにリダイレクトされるようになった。

### タイム社の資産のその後
買収終了からわずか6週間後の2018年3月、メレディス社は200人の従業員をレイオフし、今後10か月間で最大1000人をレイオフして、『タイム』『フォーチュン』『マネー』『スポーツ・イラストレイテッド』の売却を検討すると発表した。同社は、これらのブランドが同社のコアであるライフスタイル志向の資産とは一致していないと感じていた。ハワード・ミルスタインは2018年2月7日にメレディス社から『ゴルフマガジン』を買収すると発表し、子会社のタイムUK社は、2月下旬にイギリスのプライベート・エクイティ・ファンドのエピリス（後にTIメディアに改称）に売却された。2018年9月、メレディス社は『タイム』をマーク・ベニオフとその妻のリンに1億9千万ドルで売却すると発表した。ベニオフはセールスフォース・ドットコム（現・セールスフォース）の会長兼共同CEOであるが、『タイム』は同社とは別会社となり、ベニオフは『タイム』の日常業務には関与しない。2018年11月、メレディス社は『フォーチュン』をタイの実業家で親族がCPグループを保有するチャチャバル・ジアラバノンに1億5千万ドルで売却すると発表した。2019年5月、メレディス社は『スポーツ・イラストレイテッド』をオーセンティック・ブランズ・グループに1億1000万ドルで売却することを発表した。
『マネー』の売却先は見つからず、メレディス社は2019年4月に、2019年7月をもって同誌の印刷版の発行を中止し、オンライン版のMoney.comの運営をメレディス社で継続することを発表した。2019年10月、メレディス社は『マネー』のブランドとウェブサイトを、プエルトリコに拠点を置くメディア・広告会社Ad Practitioners LLCに売却した。売却条件は明らかにされなかったが、情報筋によると、売却額は2000万ドル強であり、メレディス社が2019年初頭に求めていた1000万ドルを上回っていた。
2019年11月、同社はタイム社の買収で取得した資産のうち、SNSサイトMyspaceを所有するデジタル広告会社Viant Technology Holding Inc.の株式の60%を手放した。

## 経営陣
タイム社がまだ『タイム』誌だけを発行していた初期の頃は、ハデンが編集主幹（エディター・イン・チーフ）、ルースがビジネス・マネージャーを務め、社長と書記会計を毎年交互に務めていた。1929年にハデンが急逝すると、ルースはその職に就き、経営管理は創立1年目に入社したロイ・E・ラーセンに任せた。ルースは、編集と経営を取締役会レベルで分離する「政教分離」の理念を培った。これは、マクマナスがタイム・ワーナー社の取締役を退任したことで機能的に終了し、2013年にリップが正式に就任した。

### 編集主幹
- 1929年 - 1964年 ヘンリー・ルース（1967年に死去するまで「エディトリアル・チェアマン」に在任）
- 1964年 - 1979年 ヘドレー・ドナヴァン（英語版）
- 1979年 - 1987年 ヘンリー・グランワルド
- 1987年 - 1994年 ジェイソン・マクマナス（英語版）

マクマナスは編集主幹に就任する前にタイム・ワーナー社の取締役を退任した。後任のノーマン・パールスタインやその後のジョン・ヒューイ（2006年～2012年）、マーサ・ネルソン（2013年）も取締役にならなかった。その後、この役職は廃止された。

### 社長
- 1929年 - 1939年 ヘンリー・ルース
- 1939年- 1960年 ロイ・E・ラーセン（その後、1969年まで執行委員長、1979年に死去するまで副会長を務めた）
- 1960年 - 1969年 ジェームス・A・リネン[43]
- 1969年-1980年 ジェームス・R・シープリー[44]
- 1980年 - 1986年 J・リチャード・ムンロ
- 1986年 - 1990年 ニコラス・J・ニコラス・ジュニア

リネンは会長を務めた後、一時は執行委員長になり、シェプリーが後を継ぎ、彼が会長を辞任した後もその地位を維持した。

### 取締役会長
- 1929年 - 1942年 ヘンリー・ルース
- 1942年 - 1960年 モーリス・T・ムーア（ルースの妹・エリザベス・ルース・ムーアの夫）
- 1960年 - 1980年 アンドリュー・ハイスケル（英語版）
- 1980年 - 1986年 ラルフ・P・ダビッドソン[45]
- 1986年 - 1990年 J・リチャード・ムンロ

ダビッドソンは、取締役会長を退任した後、執行委員長も務めた。ムンロは1990年から1996年までタイム・ワーナー社の経営委員長を務めていた。

### 最高執行責任者
- 1964年? - 1980年 アンドリュー・ハイスケル
- 1980年 - 1990年 J・リチャード・ムンロ

ワーナー・コミュニケーションズとの合併後、ムンロ、その後ニコラスが、ワーナーの元社長のスティーブ・ロスと共にタイム・ワーナー社の共同CEOを務めていた。1992年にロスがニコラスを退任させた。タイム社の非出版事業を経て出世したジェラルド・M・レビンがその年の後半にロスの後を継ぎ、2002年にはタイム社とは無縁のリチャード・パーソンズがその後を継いだ。

### タイム・ワーナー時代のタイム社
タイム社は1970年代から1980年代にかけて出版事業から多角化し、後にテンプル・インランド製紙会社として分社化されたものや、HBOやタイム・ワーナー・ケーブルなどの放送・ケーブルテレビ事業を買収していった。会社全体と雑誌事業の区別が広がるにつれ、それまで「雑誌担当グループ・バイスプレジデント」または「雑誌担当エグゼクティブ・バイスプレジデント」だった役職は、1985年に「雑誌グループ」の社長兼CEOとなり、1988年には新たに法人化された子会社「ザ・タイム・インク・マガジンズ・カンパニー」の社長兼CEOとなった。1992年、タイム・ワーナー社は、タイム社の雑誌以外の部門が直接親会社の下に入り、タイム社の名前の下には雑誌部門のみが含まれるように格下げしたため、「マガジン・カンパニー」の役員がそのままタイム社の役員となった。